# Wilhelm-sikoly
A Wilhelm-sikoly (angolul: Wilhelm scream) egy filmes alap hanghatás, amelyet 1951 óta számos filmben és televíziós sorozatban felhasználtak. A sikolyt akkor használják, amikor egy kevésbé fontos mellékszereplőt lelőnek, elhajítanak egy robbanás során vagy leesik egy nagyon magas helyről. Ilyenkor hangzik el a sikoltó hang. A sikoltást a legtöbben Sheb Wooley amerikai színésznek és énekesnek tulajdonítják.

## Elnevezés
Habár a hangeffektet 1951 óta használták a filmgyártásban, a nevet csak egy 1953-ban bemutatott film hatására kapta. Ez a film a The Charge at Feather River című Gordon Douglas által rendezett western alkotás volt. Ebben a filmben akkor lehet hallani a sikolyt, amikor a Wilhelm közlegény nevű karaktert egy indián a íjával eltalálja és a karakter belehal a nyíl által okozott sebekbe. Azt, hogy ehhez a karakterhez kötötték a hanghatás nevét Ben Burtt, a Csillagok háborúja egyik hangmérnöke használta először 1977-ben.

## A felvétel
A felvételt 1951-ben készítették el Richard Walsh rendezésében készült Distant Drums című westernfilmjéhez.
 A Wilhem-sikoly ?*
A kor technológiai eljárásának köszönhetően a hangot a filmhez utólag, a Warner Brothers stúdiójában rögzítették. Az aznap készített sikoltásokat a "man getting bit by an aligator and he screamed" (vagyis "A férfi, akit megharap egy aligátor és sikolt") név alatt kerültek be a stúdió hangtárába.
Az 1950-es és 1960-as években kiadott Warner filmekben mind a hat darab hangsávot felhasználták, de legtöbbet az 5-ös számút (utólag Wilhemként emlegetett) hangot használták fel a legtöbb alkalommal.

## Feltételezett hanghordozója

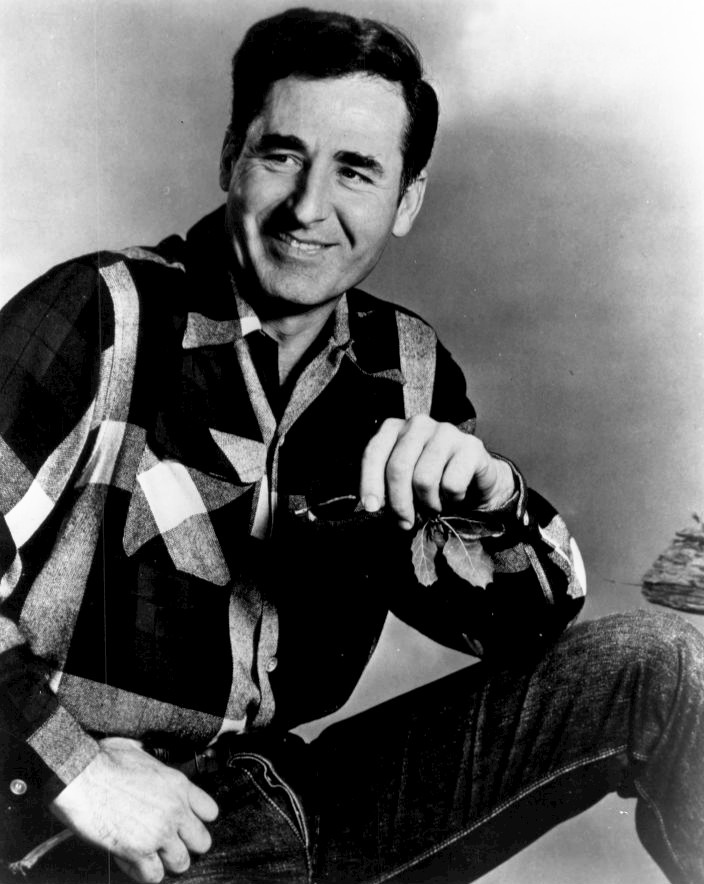
Sheb Wooley, a Wilhelm-sikoly hangja

Amióta széles körben ismert lett a hangeffekt, azóta találgatják a rajongók, hogy kinek a hangját rögzítették 1951-ben. Mivel akkoriban egy átlagos napon többen is megfordulhattak a stúdióban, ezért nem lehet konkrét személyt társítani a hanghoz. Feltehetően egy színész és countryénekes, Sheb Wooley-nak tulajdonítják. Mivel ő 2003. szeptember 16-án, 82 éves korában elhunyt, ezért az ő állítását csak felesége tudta alátámasztani. Ő mindig is büszke volt férjére, hogy milyen nevetés, sikoly és halálhörgés hangokat tudott imitálni.

## Története

### Első használatai az 1950-es, 1960-as években
Az első filmes felbukkanása a Wilhelm-sikolynak az 1951-es Distant Drums című filmhez köthető. A Gary Cooper által alakított főhős egy csapatot irányít, akik egy floridai mocsáron keresztül gázolnak. Ebben a jelentben az egyik katonát megtámadja egy aligátor és akkor hangzik el a jellegzetes sikoly először a filmtörténelemben. A következő film amiben feltűnt az az 1952-es Springfield Rifle volt. A harmadik felbukkanása az 1953-as The Charge at Feather River című alkotás volt. Ebben a filmben három alkalommal hangzik el a hang: egyszer Wilhelm közlegény halálakor és két alkalommal akkor, amikor az őslakosok megtámadják az amerikai erődítményt (ekkor a 4. és 6. hanghatást használták).
Később az 1950-es és 1960-as évek filmjeiben is feltűnt a sikoly, olyanokban, mint az 1954-es Csillag születikben vagy az 1968-as A zöldsapkásokban.

### Az újrafelfedezése
1977-ben Ben Burtt amerikai hangmérnök az 1977-es Csillagok háborúja című filmhez keresett számos stúdióban hangeffektet. A Warner stúdió hangtárában talált rá erre a hangeffektre. Ő is keresztelte el a Wilhem névre. A George Lucas által rendezett filmben a rohamosztagosok adják ki ezt a hangot, miután Luke Skywalker lelőtte őket. Később a hangmérnök számos másik munkájában is felhasználta ezt a hangot (úgy mint a további Star Wars filmek, az Indiana Jones-filmek vagy a Willow című film).
Ezt követően számos hangmérnök (köztük Richard Anderson, Mark Mangini, David Whittaker, Steve Lee és George Simpson) más filmekben. Azóta nem csak filmekben, de televíziós sorozatokban és videojátékokban is használatos effekt lett. 2015-ben a Guinness Rekordok könyve szerint már 225 filmben lett felhasználva ez a hangeffekt, azóta pedig átlépte ez a szám a 400-at is.

## Felbukkanása
A teljesség igénye nélkül néhány olyan ismertebb filmek, sorozatok, videójátékok kerülnek említésre, ahol elhangzott ez a hangeffektus.

### Filmekben/filmes franchiseok-ban
- The Distant Drums (első felbukkanása)
- The Charge at Feather River (ebben a filmben szereplő Wilhelm közlegényről kapta a nevét a hangeffektus)
- Star Wars-filmek (egészen a 2018-as Az utolsó jedik című filmig bezárólag[10][11])
- Indiana Jones-filmek
- Halálos fegyver 4.
- Quentin Tarantino-filmek (többek között a Kutyaszorítóban, Kill Bill, Becstelen brigantyk, Volt egyszer egy Hollywood...)
- A Gyűrűk Ura: A két torony
- Transformers
- Az ötödik elem
- Disney-mesék (többek között A szépség és a szörnyeteg, Aladdin)
- Pixar-mesék (többek között a Toy Story, A hihetetlen család, Verdák)
- Reszkess, Amerika!
- Mi lenne, ha?
- Túl mindenen
- A Nap könnyei
- Szörnyecskék 2. – Az új falka

### Sorozatokban
- Breaking Bad – Totál szívás
- Trónok Harca
- Tündéri keresztszülők
- Én kicsi pónim: Varázslatos barátság
- A Simpson család
- X-akták
- Angel
- Futurama
- The Shield – Kemény zsaruk
- Kemény motorosok
- Pindúr pandúrok
- Star Trek: Enterprise
- Family Guy

### Videójátékokban
- Red Dead Redemption
- Grand Theft Auto V
- The Witcher 3
- Star Wars Battlefront II